# Adam Arkin
Adam Arkin (Brooklyn, 1956. augusztus 19. –) amerikai színész és Daytime Emmy-díjas rendező.
Televíziós szerepléseiért három alkalommal jelölték Primetime Emmy-díjra: vendégszereplőként a Miért éppen Alaszka? és a Frasier – A dumagép, mellékszereplőként pedig a Chicago Hope Kórház című sorozatokkal. Fontosabb alakításai voltak még olyan műsorokban, mint a Pimaszok, avagy kamaszba nem üt a mennykő (2004–2005), az Életfogytig zsaru (2007–2009) és a Kemény motorosok (2009).
Színpadi színészként 1991-ben jelölték Tony-díjra az I Hate Hamlet című darabban nyújtott alakításáért.
Édesapja, Alan Arkin és öccse, Matthew Arkin szintén színészek. 

## Fiatalkora és családja
1956. augusztus 19-én született Brooklynban, Alan Arkin színész-rendező és akkori felesége, Jeremy Yaffe első gyermekeként. Apai ágról ukrán és német zsidó származású.
Gyermekkorában szüleivel együtt a The Baby Sitters nevű zenei csoport tagja volt. 1960-ban született meg öccse, Matthew Arkin, aki később szintén színész lett. Szülei 1961-ben váltak el egymástól, ezután 11 éves koráig édesanyjával élt Saint Louisban és San Luis Obispóban. Miután édesapja újraházasodott, Adam visszaköltözött New Yorkba.
1967-ben született egy féltestvére is, Anthony Arkin.

## Pályafutása
Színészi pályája elején olyan sorozatokban tűnt fel epizódszerepben, mint a Happy Days és a Hawaii Five-O. A Busting Loose című 1977-es szituációs komédiában már főszerepet alakíthatott. Az 1980-as évek folyamán is nagyrészt vendégszínészként volt látható.
1990 és 1995 tűnt fel a Miért éppen Alaszka? tíz epizódjában Adam, az ápolatlan és embergyűlölő szakács szerepében. Alakításáért 1993-ban megkapta első Primetime Emmy-jelölését legjobb vendégszínész kategóriában. 1994-től 2000-ig a Chicago Hope Kórház drámasorozat szereplője lett, mint Aaron Shutt idegsebész, négy epizódban rendezőként is kipróbálta magát. 1997-ben a szereppel kiérdemelte második Primetime Emmy-jelölését is, ezúttal mint legjobb drámai mellékszereplő. 1998-ban a H20 – Halloween húsz évvel később című horrorfilmben játszott, 2000-ben a Diane Keaton rendezésében készült Női vonalak című komédia szereplője volt.
A 2000-es évek elején a Frasier – A dumagép vendégszereplőjeként szerezte meg harmadik Primetime Emmy-jelölését. 2004–2005 között a Pimaszok, avagy kamaszba nem üt a mennykő című szitkom visszatérő szerepében láthatták a nézők. Az évtized végén két évadon át egy bűnügyi drámasorozat, az Életfogytig zsaru egyik főszereplője volt. 2009-ben a Coen testvérek Egy komoly ember című filmvígjáték-drámájában kapott szerepet. Ugyanebben az évben a Kemény motorosok 2. évadjában a fehér felsőbbrendűséget hirdető, neonáci vezetőt, Ethan Zobelle-t alakította. 2010 és 2013 között a sorozat négy epizódjában vállalt rendezői feladatkört.
A 2010-es évektől is főként a televízióban tűnt fel, a színészet mellett rendezőként és alkalmanként producerként is. 2021-ben Nicolas Cage oldalán a Disznó című filmdrámában tér vissza a filmvászonra.

## Magánélete
Első felesége Linda Arkin volt, házasságukból egy lánya született, Molly Arkin. Második feleségétől, Phyllis Anne Lyonstól 2013-ban vált el, ebből a házasságból született meg a színész második gyermeke, egy Emmet Arkin nevű fiú. 
2017-ben vette el Michelle Dunkert, harmadik feleségét.

## Filmográfia

### Film
| Év   | Magyar cím                        | Eredeti cím                                        | Szerep                                         | Magyar hang          |
| ---- | --------------------------------- | -------------------------------------------------- | ---------------------------------------------- | -------------------- |
| 1969 |                                   | The Monitors                                       | fiú reklámfilmben                              |                      |
| 1969 |                                   | People Soup (rövidfilm)                            | Adam                                           |                      |
| 1971 |                                   | Made for Each Other                                | "Gig" Panimba                                  |                      |
| 1976 |                                   | Baby Blue Marine                                   | Rupe                                           |                      |
| 1981 | A szivárvány alatt                | Under the Rainbow                                  | Henry Hudson                                   | Kálloy Molnár Péter  |
| 1981 |                                   | Chu Chu and the Philly Flash                       | Charlie                                        |                      |
| 1981 | Telihold Gimi                     | Full Moon High                                     | Tony Walker                                    | Boros Zoltán         |
| 1987 |                                   | Personal Foul                                      | Jeremy                                         |                      |
| 1991 | A doktor                          | The Doctor                                         | Dr. Eli Blumfield                              | Józsa Imre           |
| 1993 | Hemingway és én                   | Wrestling Ernest Hemingway                         | könyvesbolt vezetője (stáblistán nem szerepel) | Felföldi László      |
| 1998 | H20 – Halloween húsz évvel később | Halloween H20: 20 Years Later                      | Will Brennan                                   | Galambos Péter       |
| 1998 |                                   | With Friends Like These...                         | Steve Hersh                                    |                      |
| 1999 | A szörny                          | Lake Placid                                        | Kevin (stáblistán nem szerepel)                | Garai Róbert         |
| 2000 | Női vonalak                       | Dropping Out                                       | Scott Kayle                                    | Szabó Sipos Barnabás |
| 2000 |                                   | Hanging Up                                         | Joe Marks                                      |                      |
| 2000 |                                   | East of A                                          | Sylvester                                      |                      |
| 2001 |                                   | Mission                                            | Vissarion Belinsky                             |                      |
| 2001 | Az otthon kék ege                 | My Louisiana Sky                                   | filmrendező                                    |                      |
| 2002 | Kasszafúrás techno zenére         | Stark Raving Mad                                   | Don Partridge (stáblistán nem szerepel)        | Beratin Gábor        |
| 2005 | Szabad egy táncra?                | Marilyn Hotchkiss' Ballroom Dancing & Charm School | Gabe Difranco                                  |                      |
| 2005 | A randiguru                       | Hitch                                              | Max                                            | Konrád Antal         |
| 2005 |                                   | Chloe (rövidfilm)                                  | apa                                            |                      |
| 2005 | Rebellisek                        | Kids in America                                    | Ed Mumsford                                    | Balázsi Gyula        |
| 2007 | Érettségi                         | Graduation                                         | Dean Deeley                                    | Kőszegi Ákos         |
| 2009 | Külvárosi kamaszok                | Just Peck                                          | Michael Peck                                   |                      |
| 2009 | Egy komoly ember                  | A Serious Man                                      | Don Milgram                                    |                      |
| 2010 |                                   | Tell Tale (rövidfilm)                              | férj                                           |                      |
| 2011 |                                   | Summer Eleven                                      | Ron                                            |                      |
| 2012 | A kezelés                         | The Sessions                                       | Josh                                           | Rosta Sándor         |
| 2013 |                                   | In Security                                        | Broomhall                                      |                      |
| 2014 |                                   | 10 Cent Pistol                                     | Nir Zir                                        |                      |
| 2021 | Disznó                            | Pig                                                | Darius                                         | Háda János           |

### Televízió
Tévéfilmek
| Év   | Magyar cím                           | Eredeti cím                              | Szerep                   | Magyar hang          |
| ---- | ------------------------------------ | ---------------------------------------- | ------------------------ | -------------------- |
| 1974 |                                      | Moe and Joe                              | Ralph                    |                      |
| 1974 |                                      | It Couldn't Happen to a Nicer Guy        | Ken Walters              |                      |
| 1975 |                                      | All Together Now                         | Jerry                    |                      |
| 1979 |                                      | Tom Edison: The Boy Who Lit Up the World | Cole Bogardis            |                      |
| 1985 |                                      | The Fourth Wise Man                      | Joseph                   |                      |
| 1988 |                                      | Necessary Parties                        | Mr. Dunfee               |                      |
| 1990 | Hőhullám                             | Heat Wave                                | Art Berman               | Sörös Sándor         |
| 1990 | Gyermekáldás                         | Babies                                   | David                    |                      |
| 1990 | Egy életre szóló ígéret              | A Promise to Keep                        | Louis Colt               |                      |
| 1995 | Szolgálatban: Vadászat az igazságért | In the Line of Duty: Hunt for Justice    | Gabriel Valentino ügynök | Szabó Sipos Barnabás |
| 1997 | A gyűlölet városa                    | Not in This Town                         | Brian Schnitzer          |                      |
| 1998 | Végzetes szomjúság                   | Thirst                                   | Bob Miller               | Epres Attila         |
| 1999 | Kritikus pont                        | A Slight Case of Murder                  | Fred Stapelli nyomozó    | Barbinek Péter       |
| 2001 | Szünidős Télapó (Tuti Mikulás)       | Off Season                               | Richard Frangello        | Háda János           |
| 2001 | Szünidős Télapó (Tuti Mikulás)       | Off Season                               | Richard Frangello        | Józsa Imre           |
| 2002 | Egy önéletrajz vázlata               | Roughing It                              | Henry                    |                      |
| 2006 | Gyanús szerelem                      | Murder on Pleasant Drive                 | John David Smith         | Harmath Imre         |
| 2010 |                                      | Who Gets the Parents                     | Gene                     |                      |
| 2011 | Smothered                            | Alan                                     |                          |                      |

Sorozatok
| Év        | Magyar cím                                | Eredeti cím                       | Szerep                                   | Megjegyzések                        |
| --------- | ----------------------------------------- | --------------------------------- | ---------------------------------------- | ----------------------------------- |
| 1975      |                                           | Happy Days                        | Bo                                       | 1 epizód                            |
| 1975      |                                           | We'll Get By                      | Richard                                  | 1 epizód                            |
| 1975      |                                           | Barney Miller                     | Howard Smith                             | 1 epizód                            |
| 1975      |                                           | Harry O                           | Eric Kershaw                             | 1 epizód                            |
| 1975      | Hawaii Five-O                             | Hawaii Five-O                     | Alex Scofield                            | 1 epizód                            |
| 1976      |                                           | Visions                           | Bernie Heller                            | 1 epizód                            |
| 1977      |                                           | Busting Loose                     | Lenny Markowitz                          | 21 epizód                           |
| 1978      |                                           | Captain Kangaroo                  | Genie of the Banana                      | 1 epizód                            |
| 1978      |                                           | Pearl                             | Billy Zylowski közlegény                 | 3 epizód                            |
| 1978–1983 | Szerelemhajó                              | The Love Boat                     | Alex Lambert / Jonathan Stevens          | 2 epizód                            |
| 1979      |                                           | Sweepstakes                       | Joey                                     | 1 epizód                            |
| 1982      |                                           | Teachers Only                     | Michael Dreyfuss                         | 8 episodes                          |
| 1985      | Egy kórház magánélete                     | St. Elsewhere                     | Doug Zageck                              | 1 epizód                            |
| 1986–1987 |                                           | L.A. Law                          | Richard Kendall                          | 2 epizód                            |
| 1986      |                                           | The Twilight Zone                 | Michael Wright                           | 1 epizód                            |
| 1986      |                                           | All Is Forgiven                   | Phil Douglas                             | 1 epizód                            |
| 1986      |                                           | Tough Cookies                     | Danny Polchek                            | 6 epizód                            |
| 1986      |                                           | A Year in the Life                | Jim Eisenberg                            | 3 epizód                            |
| 1987–1988 |                                           | A Year in the Life                | Jim Eisenberg                            | minisorozat (22 epizód)             |
| 1989      | Nehéz napok egy Föld nevű bolygón         | Hard Time on Planet Earth         | Harry Newcomb                            | 1 epizód magyar hangja Dózsa Zoltán |
| 1989      | MacGyver                                  | MacGyver                          | Tony Parisio                             | 1 epizód                            |
| 1989–1990 |                                           | Knots Landing                     | Mark Baylor                              | 6 epizód                            |
| 1990–1995 | Miért éppen Alaszka?                      | Northern Exposure                 | Adam                                     | 10 epizód                           |
| 1991      |                                           | China Beach                       | Joe Arneburg                             | 3 epizód                            |
| 1991      |                                           | Nurses                            | Peter Teller                             | 1 epizód                            |
| 1991      |                                           | The Hidden Room                   | ismeretlen szerep                        | 1 epizód                            |
| 1992–2005 | Esküdt ellenségek                         | Law & Order                       | George Costas / Charlie Graham           | 2 epizód                            |
| 1993      |                                           | Tribeca                           | Bob                                      | 1 epizód                            |
| 1993      |                                           | Big Wave Dave's                   | Marshall Fisher                          | 6 epizód                            |
| 1994–1996 | Kisvárosi rejtélyek                       | Picket Fences                     | Robert Biel ügyvéd / Edward              | 2 epizód                            |
| 1994–2000 | Chicago Hope Kórház                       | Chicago Hope                      | Dr. Aaron Shutt                          | 138 epizód                          |
| 1997      |                                           | MADTv                             | házigazda                                | 1 epizód                            |
| 1997      |                                           | Perversions of Science            | Paul Danko                               | 1 epizód                            |
| 2000–2002 | Az elnök emberei                          | The West Wing                     | Dr. Stanley Keyworth                     | 4 epizód                            |
| 2001      |                                           | The Chris Isaak Show              | Jimmy Vane                               | 1 epizód                            |
| 2001      | Frasier – A dumagép                       | Frasier                           | Tom                                      | 1 epizód                            |
| 2002      | Monk – A flúgos nyomozó                   | Monk                              | Dale 'The Whale' Biederbeck              | 1 epizód                            |
| 2002–2003 |                                           | Baby Bob                          | Walter Spencer                           | 14 epizód                           |
| 2003      | Ügyvédek                                  | The Practice                      | Albert Ginsberg ügyvéd                   | 1 epizód                            |
| 2004–2005 | Pimaszok, avagy kamaszba nem üt a mennykő | 8 Simple Rules                    | Ed Gibb igazgató                         | 12 epizód                           |
| 2006      | Az elnöknő                                | Commander in Chief                | Carl Brantley                            | 2 epizód                            |
| 2006      | Boston Legal – Jogi játszmák              | Boston Legal                      | Douglas Kupfer helyettes kerületi ügyész | 3 epizód                            |
| 2007–2009 | Életfogytig zsaru                         | Life                              | Ted Earley                               | 32 epizód                           |
| 2009      | Kemény motorosok                          | Sons of Anarchy                   | Ethan Zobelle                            | 2. évad (11 epizód)                 |
| 2011      |                                           | The Chicago Code                  | Cuyler FBI-részlegvezető                 | 2 epizód                            |
| 2011      | A főnök                                   | The Closer                        | Steven Hirschbaum                        | 1 epizód                            |
| 2012      | Híradósok                                 | The Newsroom                      | Adam Roth                                | 1 epizód                            |
| 2012–2014 | A törvény embere                          | Justified                         | Theo Tonin                               | 3 epizód                            |
| 2013      |                                           | Family Tools                      | Mr. Baynor                               | 1 epizód                            |
| 2014      | A híd                                     | The Bridge                        | szövetségi nyomozó                       | 3 epizód                            |
| 2014      |                                           | Masters of Sex                    | Shep Tally                               | 3 epizód                            |
| 2015      | Az elnök árnyékában                       | State of Affairs                  | Victor Gantry                            | 6 epizód                            |
| 2015      | Fargo                                     | Fargo                             | Hamish Broker                            | 3 epizód                            |
| 2016      | Hogyan ússzunk meg egy gyilkosságot?      | How To Get Away With Murder       | Wallace Mahoney                          | 4 epizód                            |
| 2016      | Modern család                             | Modern Family                     | Reece                                    | 1 epizód                            |
| 2016      |                                           | The Carmichael Show               | Grant                                    | 1 epizód                            |
| 2019      | Dél-kaliforniai diéta                     | Santa Clarita Diet                | Evan                                     | 1 epizód                            |
| 2019      | A tett                                    | The Act                           | nyomozó                                  | 1 epizód                            |
| 2020      | Esküdt ellenségek: Különleges ügyosztály  | Law & Order: Special Victims Unit | Dr. Julius Adler                         | 1 epizód                            |
| 2021      |                                           | Rebel                             | Mark Duncan                              | 7 epizód                            |
| 2021      | A nagy dobás                              | Big Shot                          | Tim                                      | 3 epizód                            |
| 2022      |                                           | Benjamin Franklin                 | Elkanah Watson (hangja)                  | dokumentumsorozat (2 epizód)        |

## Fordítás
- Ez a szócikk részben vagy egészben  az   Adam Arkin című angol Wikipédia-szócikk ezen változatának fordításán alapul.  Az eredeti cikk szerkesztőit annak laptörténete sorolja fel. Ez a jelzés csupán a megfogalmazás eredetét és a szerzői jogokat jelzi, nem szolgál a cikkben szereplő információk forrásmegjelöléseként.